# CLPSL1
CLPSL1 (англ. Colipase like 1) – білок, який кодується однойменним геном, розташованим у людей на 6-й хромосомі. Довжина поліпептидного ланцюга білка становить 121 амінокислот, а молекулярна маса — 14 057.
| 10         |  | 20         |  | 30         |  | 40         |  | 50         |
| ---------- |  | ---------- |  | ---------- |  | ---------- |  | ---------- |
| MMLPQWLLLL |  | FLLFFFLFLL |  | TRGSLSPTKY |  | NLLELKESCI |  | RNQDCETGCC |
| QRAPDNCESH |  | CAEKGSEGSL |  | CQTQVFFGQY |  | RACPCLRNLT |  | CIYSKNEKWL |
| SIAYGRCQKI |  | GRQKLAKKMF |  | F          |  |            |  |            |

A: Аланін

C: Цистеїн

D: Аспарагінова кислота

E: Глутамінова кислота

F: Фенілаланін

G: Гліцин

H: Гістидин

I: Ізолейцин

K: Лізин

L: Лейцин

M: Метіонін

N: Аспарагін

P: Пролін

Q: Глутамін

R: Аргінін

S: Серин

T: Треонін

V: Валін

W: Триптофан

Секретований назовні.